# The Gospel According to the Meninblack
The Gospel According to the Meninblack (иногда именуемый сокращенно The Meninblack) — эзотерический концептуальный альбом группы The Stranglers, вышедший в 1981 году. Диск, стилистически отличавшийся от всех прежних релизов группы, вызвал недоумение многих её фанатов, однако, несмотря на свой откровенно некоммерческий характер, поднялся до #8 в UK Albums Chart.

## История создания
В основу сюжета альбома легли идеи, связанные с деятельностью пришельцев, похищениями людей и визитами «людей в черном», которые (ссылаясь на ФБР и американское правительство) уговаривают (нередко в угрожающем тоне) очевидцев НЛО никому не рассказывать об увиденном. Сюда же вплетены детали евангельского сюжета, касающиеся жизни Иисуса. На обложке (в первоначальном её варианте) была изображена сцена Тайной вечери с участием трех «людей в черном», располагавшихся за спиной Христа.
Автором идеи был Джет Блэк, единственный из участников группы интересовавшийся паранормальными явлениями и уфологией. Именно он впервые прочитал о феномене «Людей в черном» в январском выпуске журнала Flying Saucer Review 1978 года, когда группа работала над альбомом Black and White. Дизайн обложки придумал и разработал Хью Корнуэлл.
Синглами к альбому вышли «Thrown Away» (#42 UK) и «Just Like Nothing on Earth». Трек «Two Sunspots» был записан в Eden Studious в конце 1978 года: предполагалось, что он будет выпущен синглом в январе 1979 года, таким образом заполнив паузу между «Walk on By» и Live (X-Cert). Когда от идеи пришлось отказаться, оформление было использовано для «Who Wants the World» (1980) и The Stranglers IV (сборника, выпущенного I.R.S. Records).
Бо́льшая часть песен альбома была записана и смикширована в Европе в период с января по август 1980 года. «Thrown Away» и «Second Coming» — в Германии, «Waltzinblack», «Four Horsemen», «Hallow to Our Men» — во Франции, «Top Secret» и «Man in White» — в Италии. Остальные 4 трека были закончены в Лондоне, также как «Bear Cage», «Vietnamerica», «Who Wants the World» — песни, в виниловый вариант альбома не вошедшие. Оставшиеся лишними детали оформления (в частности, сюжет с двумя танцующими «Людьми-в-черном») позже был использован в Grip ’89.
Промоклип к «Who Wants the World» группа сняла своими силами — на склоне холма к Кенте. Роль пританцовывающего человека-в-чёрном, сыграл менеджер группы Иэн Грант.

Я вел переговоры с балетными труппами — The London City Ballet, The English Ballet Company — хотелось поставить балет по MIB. Ведь в основе альбома — сюжетная линия, который осталась незавершенной. Это история о любви между — пришельцем (назовем его так, раз уж другого слова не придумали), и его творением. Повесть о Новом Франкенштейне, который влюбился в собственное творение, но покинул наш мир и оставил собственную историю искаженной, в виде религии. — Ж.-Ж. Бёрнел, Stubble Music, 2005
Хью Корнуэлл говорил, что считает The Gospel According to The Meninblack творческим пиком ансамбля. По мнению Жана-Жака Бёрнела это одно из первых произведений в жанре «техно». Некоторые критики считают альбом одним из первых в жанре готик-рок.
Фрагменты первого трека («Waltzinblack») были использованы британским кулинаром Кейтом Флойдом в его телепрограмме «Floyd on Food».

## Список композиций
Слова и музыка всех песен — написаны группой The Stranglers.
| №  | Название                     | Ведущий вокал               | Длительность |
| -- | ---------------------------- | --------------------------- | ------------ |
| 1. | «Waltzinblack»               | инструментальная композиция | 3:37         |
| 2. | «Just Like Nothing on Earth» | Хью Корнуэлл                | 3:54         |
| 3. | «Second Coming»              | Хью Корнуэлл                | 4:23         |
| 4. | «Waiting for the Meninblack» | Хью Корнуэлл                | 3:44         |
| 5. | «Turn the Centuries, Turn»   | инструментальная композиция | 4:34         |

| №                   | Название            | Ведущий вокал       | Длительность |
| ------------------- | ------------------- | ------------------- | ------------ |
| 1.                  | «Two Sunspots»      | Хью Корнуэлл        | 2:32         |
| 2.                  | «Four Horsemen»     | Дэйв Гринфилд       | 3:40         |
| 3.                  | «Thrown Away»       | Жан-Жак Бёрнел      | 3:30         |
| 4.                  | «Manna Machine»     | Хью Корнуэлл        | 3:17         |
| 5.                  | «Hallow to Our Men» | Хью Корнуэлл        | 7:26         |
| Общая длительность: | Общая длительность: | Общая длительность: | 40:37        |

| №   | Название                 | Длительность |
| --- | ------------------------ | ------------ |
| 11. | «Top Secret»             | 3:27         |
| 12. | «Maninwhite»             | 4:25         |
| 13. | «Tomorrow Was Hereafter» | 4:02         |

## Участники записи
- Хью Корнуэлл — гитара, вокал
- Жан-Жак Бёрнел — бас-гитара, вокал
- Дэйв Гринфилд — клавишные, вокал
- Джет Блэк — ударные
- Алан Уинстенли — продюсер